# Stanislav Rázl
Stanislav Rázl (ur. 13 kwietnia 1920 r. w Sopotnicach, zm. 4 listopada 1999 r. w Pradze) – czechosłowacki polityk i działacz komunistyczny, pierwszy premier Czeskiej republiki Socjalistycznej w 1969 roku.

## Życiorys
Urodził się w 1920 roku w Sopotnicach, w pobliżu Ujścia nad Orlicą. Przed rozpoczęciem II wojny światowej ukończył gimnazjum, a następnie technikum włókiennicze. W czasie niemieckiej okupacji w Czechach pracował jako robotnik w przemyśle tekstylnym i zakładach chemicznych. W 1945 r. wstąpił do Komunistycznej Partii Czechosłowacji. Po przejęciu władzy przez komunistów w 1948 r. został członkiem Dyrekcji Generalnej ds. Przemysłu w Pradze. W latach 1954–1956 był wiceministrem Przemysłu Chemicznego. W latach 50. XX w. rozpoczął studia na Wyższej Szkole Ekonomicznej w Pradze, które ukończył w 1959 roku uzyskując tytuł inżyniera. Pełnił szereg funkcji kierowniczo, partyjno-państwowych. Między innymi w 1969 r. został powołany po federalizacji struktur państwa na pierwszego premiera Czeskiej Republiki Socjalistycznej, którą sprawował przez niespełna rok, po czym został federalnym ministrem ds. planowania (do 1971 roku). Zasiadał także w Radzie Narodowej jako poseł. W 1986 r. przeszedł na emeryturę. Zmarł w 1999 roku w Pradze.